# Lodrisio Visconti
Lodrisio Visconti (Milano, 1280 circa – Milano, 5 aprile 1364) è stato un condottiero e capitano di ventura italiano, signore di Castelseprio e Crenna.

## Biografia
(Federico Odorici, Storie bresciane dai primi tempi sino all'età nostra, vol. 7, Brescia, Pietro Gilberti, 1857, p. 183)

### Gli inizi e la formazione della Compagnia di San Giorgio
Figlio di Pietro ed Antiochia Crivelli, nacque intorno al 1280 a Milano nella famiglia nobile dei Visconti, forte ed attiva nelle armi, che la governò fino ad ottenere con Gian Galeazzo il titolo di duca di Milano. Lodrisio alternò con il consorzio parentale, primo fra tutti il cugino Matteo I Visconti, tradimento e fedeltà. Aiutò Galeazzo I, figlio di Matteo, a recuperare Milano, ma presto se ne allontanò tramando contro di lui. Quando nel 1328 morì Galeazzo I, il figlio ed unico erede, Azzone, comprò dall'imperatore di Germania Ludovico il Bavaro il titolo di vicario di Milano, scavalcando il papa, che pretendeva di essere il reale detentore del potere di nomina. Lodrisio organizzò una serie di congiure contro il nipote, ma alla scoperta di esse, Azzone ne fece incarcerare i capi. Lodrisio sfuggito dalla rete, fu costretto a rifugiarsi a Verona presso Mastino II della Scala, col quale strinse una serie di alleanze nel tentativo di eliminare il signore di Milano. In questa occasione formò nel 1339 la Compagnia di San Giorgio, forte di oltre 6 500 armati fra cavalieri, fanti (molti dei quali svizzeri) e balestrieri, di cui fu nominato capitano. Parteciparono a questa compagnia di ventura avventurieri mercenari di grande prestigio e levatura militare come Corrado Wirtinger di Landau (il Conte Lando) e Guarnieri d'Urslingen (il Duca Guarnieri).

### Il venturiero
Lodrisio si distinse dai suoi compagni d'arme per essere mosso prevalentemente da uno spirito di rivalsa contro la propria consorteria parentale e da motivi politici come il tentativo di conquistare la signoria di Milano; al contrario, gli altri membri erano spinti prevalentemente dalla brama di razziare ricchezze incuranti dei mezzi usati, usanza peraltro comune alle compagnie di ventura dell'epoca. Il tentativo di sottrarre Milano ai cugini Azzone e Luchino non fu però favorevole a Lodrisio, che, dopo un primo successo che gli aveva fatto sperare la conquista dell'ambita città, si trovò a dover fronteggiare la milizia milanese, mobilitata dal cugino. Il 21 febbraio 1339 Lodrisio guidò le sue truppe contro i familiari che governavano la città, in quella che è chiamata la battaglia di Parabiago; secondo la leggenda i suoi compagni vennero spaventati da un'apparizione di Sant'Ambrogio a cavallo. Di certo decisivo fu l'arrivo della compagnia di ventura di Ettore da Panigo, che ribaltò le sorti dello scontro e causò la sconfitta della Compagnia di San Giorgio. Lodrisio stesso finì prigioniero: rimase recluso per 10 anni nel castello di San Colombano. Venne liberato dall'altro fratello, l'arcivescovo Giovanni Visconti, nuovo signore di Milano.

### Gli ultimi anni
Dopo la morte di quest'ultimo, Lodrisio aiutò nel 1356 Galeazzo II Visconti, figlio di Stefano, contro la lega antiviscontea voluta dal cardinale Egidio Albornoz che aveva arruolato la Grande Compagnia comandata dal Conte Lando. Lodrisio la sconfisse conseguendo una grande vittoria, anche se successivamente perse il castello di Novara. Rimase poi a Milano fino alla morte, avvenuta per malattia ai primi di aprile del 1364.

## Discendenza
Lodrisio si sposò prima con Costantina Malaspina, da cui non ebbe figli, e poi con Vincenza Cavalcabò, dalla quale ebbe tre figli:
- Ambrogio, milite[4];
- Giannotto († 1403), governatore di Alessandria[4];
- Estorolo, capostipite della linea Visconti di Crenna[4].